# Ce vrăji a mai făcut nevasta mea (film)
Ce vrăji a mai făcut nevasta mea (titlu original: Bewitched) este un film american fantastic de comedie romantică din 2005 produs și regizat de Nora Ephron și scris de Nora și Delia Ephron. Rolurile principale au fost interpretate de actorii Will Ferrell, Nicole Kidman, Shirley MacLaine și Michael Caine.
Filmul urmărește un actor epuizat (Ferrell) care descoperă, în timpul unei refaceri a serialului Ce vrăji a mai făcut nevasta mea (Bewitched) că vedeta și colega sa (Kidman) este cu adevărat o vrăjitoare.
Produs și distribuit de Columbia Pictures împreună cu Red Wagon Entertainment, filmul este o re-imaginare a serialului de televiziune cu același nume (produs de studioul de televiziune Screen Gems, o companie Columbia Pictures, acum Sony Pictures Television). Filmul a avut premiera în cinematografe la 24 iunie 2005, a avut recenzii negative și nu a îndeplinit așteptările la box office (la un buget de 85 de milioane de dolari a avut încasări de 131,4 de milioane de dolari americani).

## Distribuție
- Nicole Kidman - Isabel Bigelow / Samantha Stephens
- Will Ferrell - Jack Wyatt / Darrin Stephens
- Shirley MacLaine - Iris Smythson / Endora
- Michael Caine - Nigel Bigelow
- Jason Schwartzman - Ritchie
- Kristin Chenoweth - Maria Kelly
- Heather Burns - Nina
- Jim Turner - Larry
- Stephen Colbert - Stu Robison
- David Alan Grier - Jim Fields
- Michael Badalucco - Joey Props
- Katie Finneran - Sheila Wyatt